# ОШ „Свети Сава” Зворник
ОШ „Свети Сава” једна је од основних школа у Зворнику. Налази се у улици Светог Саве 71 а. Име је добила по Светом Сави, српском принцу, монаху, игуману манастира Студенице, књижевнику, дипломати и првом архиепископу аутокефалне Српске православне цркве.

## Историјат
Основна школа „Свети Сава” је основана 5. марта 1993. године и уписана је у регистар основних школа у Републици Српској под редним бројем 63. Зграда централне школе није значајно мењана од 1976. године, од кад је и направљена, ентеријер је доживео мање промене. Сачињавају је два објекта, један за ученике од првог до петог разреда и други за ученике од шестог до деветог разреда који заузимају 5010 m² затвореног простора од чега је 2035 m² учионичког простора, а 2975 m² ходника и осталих просторија. Укупна површина отвореног простора износи 2360 m² (игралишта 813 m² и двориште 1547 m²). Садрже две спортске сале саграђене 1958. и 1976. године, укупне површине 762 m².
У саставу школе се налазе четири петоразредне основне школе, на Дивичу (178 m², две учионице, двориште 220 m², саграђена 1946, обновљена 1961. године), Кула Граду (200 m², две учионице, двориште 50 m², саграђена 1952, обновљена 2001. године), у Снагову (308 m², четири учионице, двориште 850 m², саграђена 1960, обновљена 2002. године) и у Липљу (343 m², четири учионице, двориште 920 m², саграђена 2002. године), са својим игралиштима. Централна школа поседује властиту библиотеку са фондом од 19.000 књига. Ученици имају свој лист „Жубор” који излази два пута годишње и који објављује најуспешније ликовне и литерарне радове и вести са разних манифестација и такмичења, образовне и васпитне чланке, као и енигматски кутак.
У  оквиру централне деветоразредне школе у Зворнику, налазе се и четири подручне петоразредне школе, Дивич, Кула Град, Снагово и Липље. Школске 2018—2019. године је уписано укупно 1459 ученика распоређених у 63 одељења. Школа у природи се изводи на Јахорини, Борикама и Хајдучким Водама. Два пута годишње се одржава крос крај реке Дрине, учествују сви ученици од првог до деветог разреда.

## Догађаји
Догађаји основне школе „Свети Сава”:
- Светски дан вода[2]
- Светски дан здраве хране[3]
- Пројекат „Читалићи”[4]